# 甲府空襲

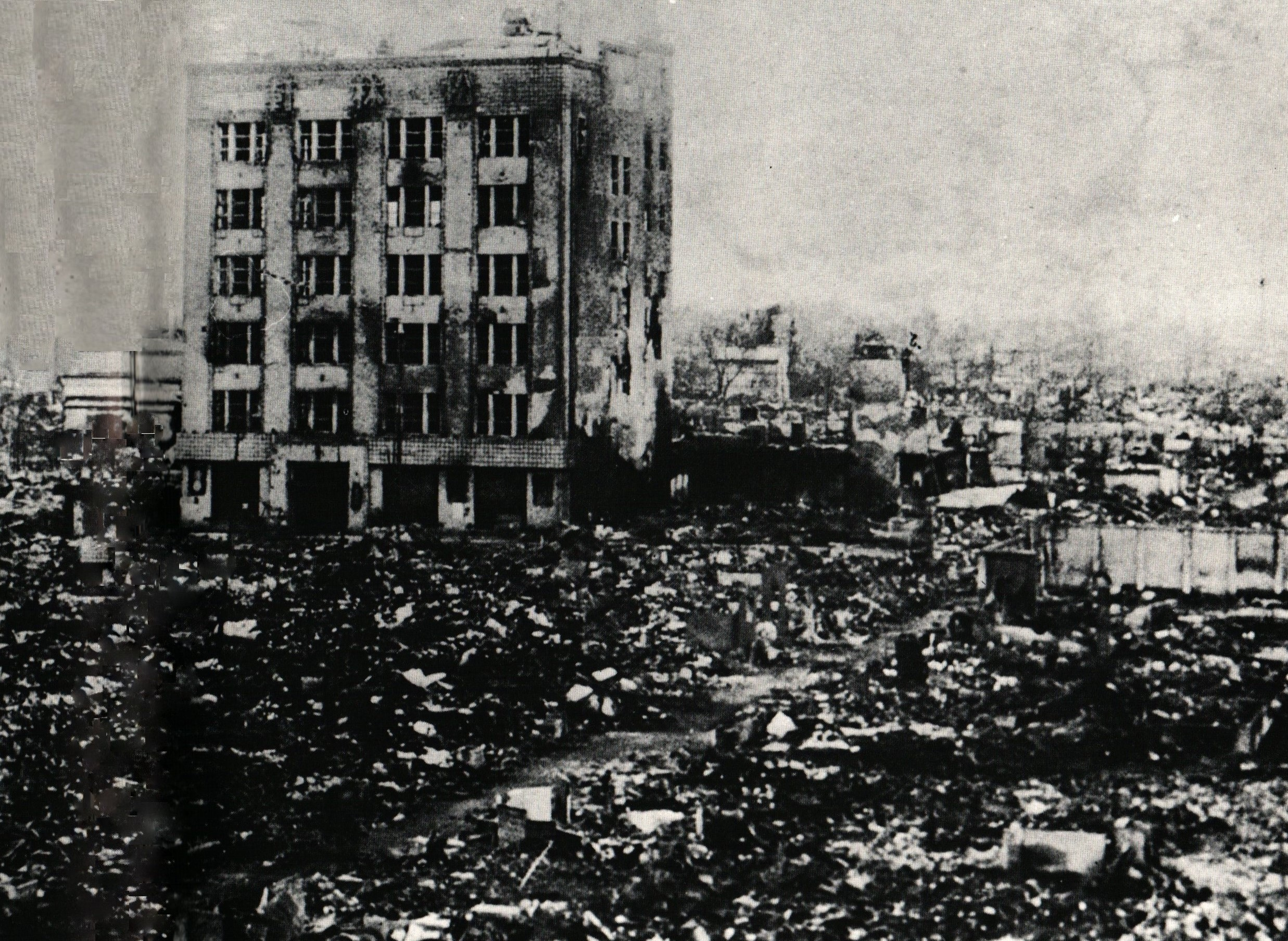
空襲後の甲府市街地。焼け残ったビルは松林軒デパート（甲府会館）

甲府空襲（こうふくうしゅう）とは、太平洋戦争末期の1945年7月6日～7月7日の間に、アメリカ軍爆撃機B-29によって山梨県甲府市を中心とした都市が受けた空襲である。空襲を受けたのが7月6日の深夜から7月7日にかけてであったため、「たなばた空襲」とも呼ばれる。

## 概要
7月6日深夜から7月7日までの間に、甲府市、西山梨郡玉諸村、西山梨郡山城村、西山梨郡住吉村、西山梨郡甲運村、中巨摩郡昭和村、中巨摩郡玉幡村、中巨摩郡竜王村、中巨摩郡池田村、東八代郡石和町、東八代郡柏村、東八代郡富士見村、東山梨郡岡部村、東山梨郡春日居村、東山梨郡神金村がアメリカ軍爆撃機B-29（米軍任務番号第245号、任務報告書によれば第314爆撃団より138機出撃、第一目標への到達131機、ほかに臨機目標1機）による大規模空襲を受けた。
同年7月7日時点で行われた甲府市戦火状況調査書に拠れば、死者740名、重軽傷者1,248名、行方不明者35名、被害戸数18,094戸。 
甲府市は市街地の74％（79％とも言われる）が灰燼に帰した。また、この他に山梨県内では以下の空襲がアメリカ軍によって実施されている。
- 5月19日 峡西、峡南地区の山中2ヶ所にアメリカ軍機が爆弾を投下。負傷者数名。
- 6月9日 甲府市国母地区の田圃にアメリカ軍機が爆弾を1発投下。被害なし。
- 7月10日 大月町、猿橋町がアメリカ軍による空襲を受ける。死者1名、重傷者1名、工場1棟が被害を受ける。
- 7月30日 南都留郡下吉田町、中巨摩郡百田村、中巨摩郡鏡中条村、中巨摩郡五明村、中巨摩郡落合村、南巨摩郡増穂町がアメリカ軍による空襲を受ける。死者16名、軽傷者18名、工場1棟半壊、被害戸数6戸。
- 8月1日 北都留郡上野原町、東八代郡芦川村がアメリカ軍による空襲を受ける。工場1棟全焼、被害戸数5戸。
- 8月13日 北都留郡大月町、南都留郡下吉田町、南都留郡禾生村がアメリカ軍による空襲を受ける。死者54名、重傷者48名、罹災者110名、被害戸数33戸。工場5棟が被害を受ける。

## 空襲前～空襲後の流れ

### 空襲前
第二次世界大戦において日本軍が劣勢になるなか、昭和19年にはアメリカ軍による本土空襲が本格化し、東京大空襲をはじめ日本の主要都市は空襲により壊滅していた。甲府盆地は南太平洋から富士山を目標に到達するアメリカ軍機の飛来ルートであったため、頻繁に上空を通過するアメリカ軍機と空襲警報に人々はすっかり慣れきっていたという。5月19日に長野方面へ向かうアメリカ軍機が峡西や峡南区域の山中に空爆を行っており、また同年5月から6月にかけては空爆を予告するビラの撒布が行われていた。
昭和20年3月に防空本部が設置され、県知事と甲府市長の指揮下に防空体制を指導。防空壕の建設も通達されたが、甲府盆地では地盤が固く、扇状地では地下水が湧くため困難でもあった。アメリカ軍機が進入してきた際の小規模な防空訓練も行われており、内容は甲府連隊の高射砲隊と機関銃隊が敵部隊を迎撃するという訓練であった。また、民間防空団体が発足し、各地で防空訓練が行われた。主な訓練内容は「バケツリレーによる消火訓練」であり、この訓練が日常化し、山梨県民は「焼夷弾はバケツで消せる」「銃後の守りは完璧」と確信したという。
空襲前日の山梨日日新聞には「背後に山を負った甲府だ。（中略）城郭を築かなかった武田信玄も躑躅が崎背後の自然の天嶮には人間と同様大きな信頼感を持ったものらしい。その自然の山岳形象が、敵機爆撃にも相当の味方として備えていることは一つの強みであると言える」と掲載された。また、空襲の前日まで甲府市上空にはB-29の編隊が幾度と無く東へと飛び去る姿が目撃されている。制空権はすでにアメリカが握っており、東京大空襲から逃れてきた民間人が多数甲府市に疎開して避難していたこともあり、当時の甲府市民の多くは「アメリカ軍は甲府の上空を通過するだけ。ただの通り道である以上、空襲は無いだろう」と判断していたという。

### 空襲当日
空襲当日の天候は晴れ。空襲前の気温は22度であった。
以下は空襲の流れ。
- 7月6日午後11時23分頃、空襲警報が発令。
- 午後11時43分頃、焼夷弾13発が相川地区塚原町慶音院に投下される。
- 午後11時45分頃、2度目の空襲警報が発令される。
- 午後11時47分頃、愛宕山に照明弾が1発投下される。
- 午後11時50分頃、焼夷弾を用いた絨毯爆撃が甲府市全域において開始される。
- 7月7日午前0時頃、知事官舎及び甲府市役所が炎上。
- 午前0時30分頃、山梨医専附属病院が炎上。
- 午前1時45分頃、空爆停止。
- 午前2時20分頃、空爆警報解除。

### 空襲後
空襲後の甲府市は、市街地の74％が灰燼に帰した。鉄筋コンクリート造の建物は焼け残ったが、他は見渡す限り焼け野原で、至る所に死体が転がっていたという。1974年（昭和49年）7月に行われた調査では、死者は1,127名（男性499名、女性628名）、負傷者1,239名、被害戸数18,094戸となっている。

## 焼失した主な施設
- 相生国民学校
- 栄和高等女学校（現・山梨英和学院）
- 春日国民学校
- 勧業銀行甲府支店（現・みずほ銀行）
- 名古屋鉄道局甲府管理部
- 甲府高等女学校（現・甲府西高等学校）
- 甲府市役所
- 甲府商業学校（現・甲府商業高等学校）
- 甲府地方裁判所
- 甲府測候所（現・甲府地方気象台）
- 商工経済会山梨支部
- 新紺屋国民学校
- 琢美国民学校（現・善誘館小学校）
- 山梨県立医学専門学校
- 山梨医専附属病院（旧山梨県病院）
- 山梨県食糧営団
- 山梨工業専門学校（現・山梨大学工学部）
- 山梨師範学校男子部（現・山梨大学人間科学学部）
- 山梨中央銀行
- 山梨日日新聞社
- 遊亀公園附属動物園
- 湯田高等女学校（現・甲斐清和高等学校）
- 湯田国民学校（現・湯田小学校）

上記の他、一蓮寺など64ヶ所以上の神社や寺院、山梨県市随一の花街であった穴切遊廓も焼失している。

## 焼失を免れた施設
罹災地でありながら焼失を免れた、または罹災したが外観は残ったため復旧した建物・施設も存在する。

### 現存する建物
- 山梨県庁舎（現・別館）および県議会議事堂

罹災地内にあったが甲府城城址に隔てられたおかげもあり焼失を免れている。
県庁舎は1963年（昭和38年）に新庁舎が竣工後も別館となったが、議事堂と共に現在も当時の面影を残したまま使用されている。罹災地である甲府市中心部では数少ない戦前からの建築物になっている。

### 現存しない建物
- 山梨県立図書館

当時は山梨県庁舎の敷地内にあったことから焼失を免れている。
1970年（昭和45年）に図書館が移転した後も県庁舎第一南別館として使用され、防災新館建設の際も存続が検討されたが耐震性の問題により2009年（平成21年）に解体された。
- 甲府駅駅舎

罹災地域にあったが焼失を免れ、すぐに営業を再開している。その後かいじ国体にあわせて建物は解体・改築されている。
- 岡島百貨店

1936年（昭和12年）に鉄筋コンクリート造5階建ての建物は空襲で内部を全焼したものの外観は留めており戦後その建物のまま修復。戦後は増床や改築を行ないつつも罹災した建物も改装のうえ使用されていた。2023年2月に移転閉店し、解体工事の際に黒焦げになった部分が確認されている。
- 松林軒デパート

岡島百貨店同様内部を全焼したものの外観は留めたが、松林軒デパートとして復元されることはなく、戦後は山梨日日新聞の印刷所を経て甲府松菱（現在の山交百貨店）となった。
甲府松菱が駅前に移転後も使用され続けてきたが老朽化を理由に2005年（平成17年）に解体され、現在はホテルになっている。
- 甲府市水道庁舎

錦町にあった水道庁舎は被害を免れたため、相生町に存在し全焼した市庁舎を罹災後ただちに甲府市役所庁舎として使用した。1961年（昭和36年）の新庁舎竣工後も市役所3号館として使用されたが、1995年（平成7年）に解体された。
- 甲府郵便局（現在の甲府中央郵便局）

水道庁舎東側に隣接しておりこちらも被災を免れた。戦後も引き続き使用され、1974年（昭和49年）に太田町へ移転後は甲府市役所4号館となり2010年（平成22年）の市役所新庁舎建設に伴い取り壊されるまで使用されていた。
- 山梨交通電車線

山梨交通専務であった斎藤仙助の判断により全車両が市街地から離れていた上石田駅へ避難させたため無事であり、戦後不足する公共交通機関の助けとなった。
電車線は1962年（昭和37年）に廃止となり、その後の再開発によって当時の面影はほとんどない。

## 甲府が空襲に襲われた理由
14歳の時に被災し、両親を失った一般市民は「軍事工場や飛行場がない甲府市がなぜ空襲にあったのか」と不思議に思い、個人的に資料収集を行ない、また退役軍人のコミュニティに入り当時の搭乗員から話を聞くなどした。すると「当日の爆撃ミッションに参加したが、重要なことは起きなかった」「特に覚えていない」との回答を得たことで「甲府空襲は戦争が長引く中で明確な目的や意思のないまま行われた」と述懐している。
一方、1945年7月21日に米軍陸軍第20航空部隊が報告した『中小工業都市地域への爆撃リスト』では甲府市の順位はリストアップされた180都市中45位（軍需工場のあった宇部市や千葉市などより上位）で、また甲府市より上位の都市で大規模空襲を免れたのは数都市だけであったことから、甲府への空襲は必然的であったこともうかがえる。

## 甲府空襲における警防団の活動
太平洋戦争開戦前の1939年（昭和14年）1月には警防団令（勅令第20号）が発令され、全国的に警防団が組織された、警防団は防護団と消防組（消防団）を合併して組織された民間防空単位で、山梨県内では同年4月時点で207団体計45000人、当時の甲府市域では6団計5181人の規模で組織されている。
甲府空襲に関する警防団活動の史料として2010年（平成22年）に発見された甲府市新紺屋地区警防団資料があり、町内会における防空活動に関するものとしては『甲府市史調査報告書3　武井家所蔵 戦時中 町内会関係史料』（甲府市史編纂委員会、1992年）がある。
甲府市新紺屋地区警防団資料は平成22年の調査で発見された。資料が伝来した新紺屋地区は現在の甲府市宮前町にあたり、甲府市街の北部に位置する。甲府空襲における被害も比較的軽微な地域で、警防団に関わる貴重な資料が伝来した。同家には他に明治期から昭和期にかけての資料群が伝来し、明治期の俳諧関係資料なども含まれる。平成22年に全96点が山梨県立博物館に寄贈された。
伝来した資料群のうち警防団関係資料は平成22年調査の時点で7点が確認され、警防団が組織された1938年（昭和13年）から解散の年にあたる1947年（昭和22年）にかけての一連の資料が含まれる。内容は団員名簿や当番日記、出動記録、団務記録など。小畑（2011）では個人名などが伏せられた形で一部の資料が翻刻されている。

## 太宰治・井伏鱒二と甲府空襲
作家の太宰治は1938年（昭和13年）9月に井伏鱒二の仲介で山梨県を訪れ、甲府市水門町（朝日一丁目）に居住していた地質学者・石原初太郎の娘美知子と見合いし、結婚する。翌昭和14年甲府市御崎町（朝日五丁目）で新生活をはじめ創作活動を行ない、太宰中期の代表作を発表している。同年9月には東京三鷹に転居するが、その後も石原家や井伏との関わりから山梨との縁は続き甲府の石原家にはたびたび滞在している。
1941年（昭和16年）に太平洋戦争が勃発し、1945年（昭和20年）3月には美知子や子の園子、正樹らと甲府に疎開し、石原家や同じく疎開していた井伏らと過ごしている。7月6日の甲府空襲で石原家は焼失しており、太宰は甲府市新柳町（甲府市武田）の山梨高等工業学校（山梨大学）助教授の大内勇宅に身を寄せた。
1946年11月に発表した「薄明」において大内家に滞在した空襲の記憶を執筆している。太宰はその後、故郷の青森へ再疎開し終戦を迎えている。
太宰の師である井伏鱒二は昭和初年から山梨県を頻繁に訪問し、趣味の川釣りなどを行うほか多くの地元文人らと交流し、山梨を舞台にした作品も多い。井伏は1941年（昭和16年）に陸軍に徴用されシンガポールへ駐在していたが、翌1942年に解除される。1944年（昭和19年）には八代郡甲運村（甲府市和戸町）の岩月家に疎開しており、甲府空襲では被災している。井伏はその後、広島県福山の自宅へ再疎開している。井伏は戦後も山梨県を頻繁に訪問し、俳人の飯田龍太らと交流した。

## 甲府市戦災復興都市計画
戦後、山梨県と甲府市は戦災復興都市計画を策定した。甲府駅から南に広路（ひろじ）1号線（幅員50m）を建設し、主要な幹線道路（現在の美術館通りなど）は幅員36mとする壮大な復興計画であったが、地主たちの反発（復興都市計画に反対する同盟の結成など）に遭い、実現できたのは面積を4分の1に縮小された駅前広場と幅員を36mに縮小された広路1号線だけであった。この道路が現在の平和通りである。
ちなみに、当初の計画では以下のような道路計画が立案されていた（出典：建設省『戦災復興誌　第一巻計画事業編』 p.168）。
- 幅員50m以上60m未満：1路線
- 幅員35m以上50m未満：2路線
- 幅員30m以上35m未満：2路線
- 幅員22m以上26m未満：7路線
- 幅員18m以上22m未満：11路線
- 幅員15m以上18m未満：4路線
- 計画地区内における道路面積率：27.4%

当時としては行き過ぎた拡幅計画であったが、その後山梨県ではモータリゼーション社会の進展により平和通りを始めとする各通りで渋滞が蔓延している。このため戦後市街地を避ける形で甲府バイパスなどが整備され、中心部はドーナツ化現象が進展することになった。現在対策として中心部に通じる道路も片側2車線化の拡幅工事が行われているが買収などで手間取っており、これらの復興都市計画がそのまま適用されていた場合渋滞やドーナツ化現象は緩和されていた可能性がある。